# Пумарь
Пумарь (мар. Пумарий) — деревня в Мари-Турекском районе Республики Марий Эл. Входит в состав Косолаповского сельского поселения.

## География
Находится в восточной части республики Марий Эл на расстоянии приблизительно 18 км по прямой на север от районного центра посёлка Мари-Турек.

## История
Упоминается с XVIII века. Имела две части: русскую и марийскую. В 1960 году проживало 198 человек. В 1963 году к деревне официально была присоединена деревня Малые Коршуны. В 1970 году в ней проживало 178 человек, в 1979 году — 103. В советское время работали колхозы «Комбайн», «Планета», «Новая жизнь» и совхозы «Октябрьский» и «1 Мая».

## Население
Население составляло 34 человек (мари 91 %) в 2002 году, 17 в 2010.

## Известные уроженцы
Распопин Михаил Петрович (1927—1980) — советский военачальник. Заместитель по политической части войск Восточного пограничного округа (1968―1973), заместитель начальника Высших пограничных курсов в Москве (1973―1980), генерал-майор КГБ (1971).